# Valea Moldovei
Valea Moldovei est une commune du județ de Suceava en Roumanie.